# 穀草式
穀草式（こくそうしき）は、同じ農地で数年間にわたって穀物栽培をした後、放牧地として地力の回復を図る、ヨーロッパにおける歴史的な農法、土地利用形態。文脈によって、中世における三圃式農業以前、ないしは三圃式が可能な農地より条件が劣る場所に見られた原始穀草式農業、ないし、野草穀草式農業を指す場合もあるが、より狭義では、三圃式農業より後の時代における規則的に牧草類が栽培される農法を指して穀草式農法と呼ぶ。

## 原始穀草式農業
切替畑や焼畑のように、穀物を数年間栽培した畑地を自然に放置して、野草などを繁茂させた上で、家畜類を放牧し、ある程度、地力が回復した時点で再び穀物を栽培する農法を、原始穀草式農業と称する。
この農法は、やがて、夏作物、冬作物、休閑地＝放牧地としての利用を循環させる三圃式農業へと発展していくこととなった。

## 三圃式農業より後の時代における穀草式農業
三圃式農業から発展する形で成立した狭義の穀草式農業は、穀物などを数年間栽培した後、多年生の牧草を作付けして数年間牧草地＝放牧地として地力を回復させるという形で、畑地と草地を規則的に交替させていく。畑地としての利用によって消耗した土壌の有機質を、クローバーやライグラスなどの牧草の作付けによって回復させるとともに、土壌侵食や雑草繁茂を防ぐ狙いもあった。典型的な輪作のパターンのひとつは、「小麦→大麦→大麦→牧草→牧草→牧草→休閑」と7年周期で繰り返すというものであった。
一般的には、三圃式農業から穀草式農業を経て輪栽式農業へと移行するとされ、三圃式農業から穀草式農業への移行は概ね16世紀から18世紀前半に進み、さらに18世紀半ばから19世紀半ばにかけて輪栽式農業へと移行したとされるが、19世紀末のイギリスの例のように、農業を取り巻く環境の変化によって輪栽式農業から穀草式農業へと後退する場合も見られた。